# Roxton Pond
Roxton Pond är en kommun och tätort (centre de population) i provinsen Québec i Kanada. Den ligger i regionen Estrie och provinsen Québec, i den sydöstra delen av landet, 240 km öster om huvudstaden Ottawa.